# Myxophora tjibodensis
Myxophora tjibodensis är en lavart som beskrevs av Döbbeler 1995. Myxophora tjibodensis ingår i släktet Myxophora, klassen Dothideomycetes, divisionen sporsäcksvampar och riket svampar.   Inga underarter finns listade i Catalogue of Life.